# Еквадор на Чемпіонаті світу з легкої атлетики 2017
Еквадор на Чемпіонаті світу з легкої атлетики 2017, що проходив з 4 по 13 серпня 2017 року в Лондоні (Велика Британія) був представлений 17 спортсменами.

## Результати

### Чоловіки
Трекові і шосейні дисципліни
| Спортсмен          | Дисципліна   | Фінал     | Фінал |
| Спортсмен          | Дисципліна   | Результат | Місце |
| ------------------ | ------------ | --------- | ----- |
| Байрон П’єдра      | 10000 м      |           |       |
| Сегундо Джамі      | Марафон      |           |       |
| Маурісіо Артеага   | Ходьба 20 км |           |       |
| Браян Пінтадо      | Ходьба 20 км |           |       |
| Андрес Чочо        | Ходьба 50 км |           |       |
| Клаудіо Віллануева | Ходьба 50 км |           |       |

### Жінки
Трекові і шосейні дисципліни
| Спортсмен                                                                                | Дисципліна         | Забіги    | Забіги | Півфінал  | Півфінал | Фінал     | Фінал |
| Спортсмен                                                                                | Дисципліна         | Результат | Місце  | Результат | Місце    | Результат | Місце |
| ---------------------------------------------------------------------------------------- | ------------------ | --------- | ------ | --------- | -------- | --------- | ----- |
| Нарсіза Ландазурі                                                                        | 100 м              |           |        |           |          |           |       |
| Анхела Теноріо                                                                           | 100 м              |           |        |           |          |           |       |
| Ангела Бріто                                                                             | Марафон            | Н/Д       | Н/Д    | Н/Д       | Н/Д      |           |       |
| Роза Чача                                                                                | Марафон            | Н/Д       | Н/Д    | Н/Д       | Н/Д      |           |       |
| Кармен Тоакуіза                                                                          | Марафон            | Н/Д       | Н/Д    | Н/Д       | Н/Д      |           |       |
| Юліана Ангуло Мірабель Саіседо Caicedo РОміна Ціфуентес Нарсіза Ландазурі Анхела Теноріо | Естафета 4 х 100 м |           |        | Н/Д       | Н/Д      |           |       |
| Марітза Гуаман                                                                           | Ходьба 20 км       | Н/Д       | Н/Д    | Н/Д       | Н/Д      |           |       |
| Джоана Ордоньєс                                                                          | Ходьба 20 км       | Н/Д       | Н/Д    | Н/Д       | Н/Д      |           |       |
| Паола Перес                                                                              | Ходьба 20 км       | Н/Д       | Н/Д    | Н/Д       | Н/Д      |           |       |